# Вук Хранић Косача
Вук Хранић Косача (ум. 1424) био је кнез из породице Косача која је имала своје поседе у југоисточном делу данашње Босне и Херцеговине око настанка Дрине. Био је најмлађи син Хране Вуковића и млађи брат кнеза Вукца и великог војводе хумског Сандаља коме је током живота био подређен због чега о њему има врло мало историјских података. Иако је био најмлађи од три Хранина сина, умро је као први од њих 1424. године.
Два пута се женио. Прво са супругом непознатог имена са којом је имао два сина:
- Ивана, који је био војвода
- Сладоја, који је највероватније примио ислам и постао Ферхад-бег Вуковић (подигао џамију Ферхадију у Сарајеву).

Да би се 1405. године оженио Јеленом, ћерком Вука Вукчића и братаницом Хрвоја Вукчића са којом није имао деце.